# Стефан Карастоянов
Стефан Петров Карастоянов е професор, доктор, създател и ръководител на катедра „Регионална и политическа география“ в Геолого-географския факултет на Софийския университет.

## Биография
Стефан Карастоянов е роден на 9 януари 1944 г. в София. Завършва специалност „география“ в Софийския университет. Специализира в Московския университет.
Декан на чуждестранните студенти и член на Академичния съвет на Софийския университет (1993 – 1999/от 2003 отново член на Академичния съвет). Главен редактор на годишника на Софийския университет – книга География.
Заместник-председател на Научната комисия по геолого-географски науки при ВАК на Министерския съвет (2000 – 2003). Заместник-председател на Българското геополитическо дружество.
Специалист по регионална и политическа география, регионално развитие, регионална политика. Автор и съавтор на множество монографии, учебници и публикации в българския и чуждестранен печат.
Награждаван от Международния биографичен център в Кеймбридж за научни постижения през 20 век, от Академичния съвет на Софийския университет и т.н. 